# Dilophus matilei
Dilophus matilei (лат.) — ископаемый вид двукрылых насекомых рода Dilophus из семейства Bibionidae. Обнаружен в миоценовом доминиканском янтаре.

## Описание
Мелкие двукрылые насекомые. Длина тела — от 3,8 мм (самцы). Грудь — 1,1 мм. Длина головы 0,65 мм; длина усика 0,53 мм. Длина крыла — 2 мм, ширина — 0,59 мм. Жгутик усика с 7 видимыми члениками. Вид был впервые описан в 2000 году по миоценовым материалам из доминиканского янтаря (Россия, около 15—20 млн лет) в составе семейства Bibionidae.